# Omrežna plast
Omrežna plast ali omrežni nivo izvaja usmerjanje paketkov skozi vozlišča, od ponora do izvora. Usmerjanje je možno na osnovi izvornega in ciljnega naslova, ki se nahajata v glavi paketka. Usmerjanje poteka po različnih kanalih, odvisno od razmer v omrežju. Za usmerjanje so odgovorni usmerjevalni algoritmi, ki jih izvajajo usmerjevalniki.

## Protokoli omrežne plasti
- IPv4
- IPv6
- ICMP